# Rolf Jenner
Rolf Bertil Jenner, född 2 augusti 1951 i Härlanda i Göteborg, är en svensk skådespelare.

## Filmografi
- 1991 – Skomakarens plågsamma tillstånd
- 1991 – Blå dunster
- 1992 – Hassel – Svarta banken
- 1992 – En komikers uppväxt (TV-serie)
- 1993 – Brandbilen som försvann
- 1994 – Fallet Paragon (TV-serie)
- 1995 – Tre Kronor (TV-serie)
- 1995 – Snoken (TV-serie)
- 1996 – Anna Holt – polis (TV-serie)
- 1996 – Rederiet (TV-serie)
- 1996 – Nudlar och 08:or (TV-serie)
- 1996 – Jerusalem
- 1997 – Minister på villovägar
- 1997 – Skilda världar (TV-serie)
- 1998 – Nice Tattoos
- 1998 – S:t Mikael (TV-serie)
- 1999 – Reuter & Skoog (TV-serie)
- 2006 – Säg att du älskar mig
- 2006 – Mäklarna (TV-serie)
- 2012 – Snabba Cash II
- 2019 – Lantisar

## Teater

### Roller
| År   | Roll               | Produktion                                                        | Regi        | Teater                   |
| ---- | ------------------ | ----------------------------------------------------------------- | ----------- | ------------------------ |
| 1988 | Guillaume Joceaume | Farsen om advokaten Pathelin (La Farce de maître Pierre Pathelin) | Jan Nielsen | Helsingborgs stadsteater |